# ダニー・ブルム
ダニー・ブルム（1991年1月7日 - ）はドイツのサッカー選手。ポジションはFW。1.FCニュルンベルク所属。

## 経歴
2014年5月23日、1.FCニュルンベルクに加入した。
2016年6月30日、昨シーズンに昇格プレーオフで対戦したアイントラハト・フランクフルトに1年契約で移籍した。しかし、シーズン通して出場機会を掴むことができず、さらに2017-18シーズンは全試合通してわずか36分の出場に終わった。
2018年8月27日、UDラス・パルマスに期限付き移籍した。
2019年5月21日、VfLボーフムと2年契約を結んだ。
2022年7月27日、シタ・チャンピオンシップに所属するAPOELニコシアにフリーで加入した。
2023年1月20日、弟も所属している1.FCニュルンベルクに半年の契約で復帰した。

## 人物
- 弟のショーン・ブルムも1.FCニュルンベルクに所属している[8]